# Lontras
Lontras est une ville brésilienne de l'État de Santa Catarina.

## Généralités
Ville essentiellement agricole, Lontras développe actuellement ses activités industrielles, principalement dans la branche textile.

## Géographie
Lontras se situe dans la vallée du rio Itajaí, par une latitude de 27° 09′ 58″ sud et par une longitude de 49° 32′ 31″ ouest, à une altitude de 330 mètres.
Sa population était de 10 248 habitants au recensement de 2010. La municipalité s'étend sur 198 km2.
Elle fait partie de la microrégion de Rio do Sul, dans la mésorégion de la Vallée du rio Itajaí.

## Villes voisines
Lontras est voisine des municipalités (municípios) suivantes :
- Ibirama
- Apiúna
- Presidente Nereu
- Ituporanga
- Aurora
- Rio do Sul